# Pantografía

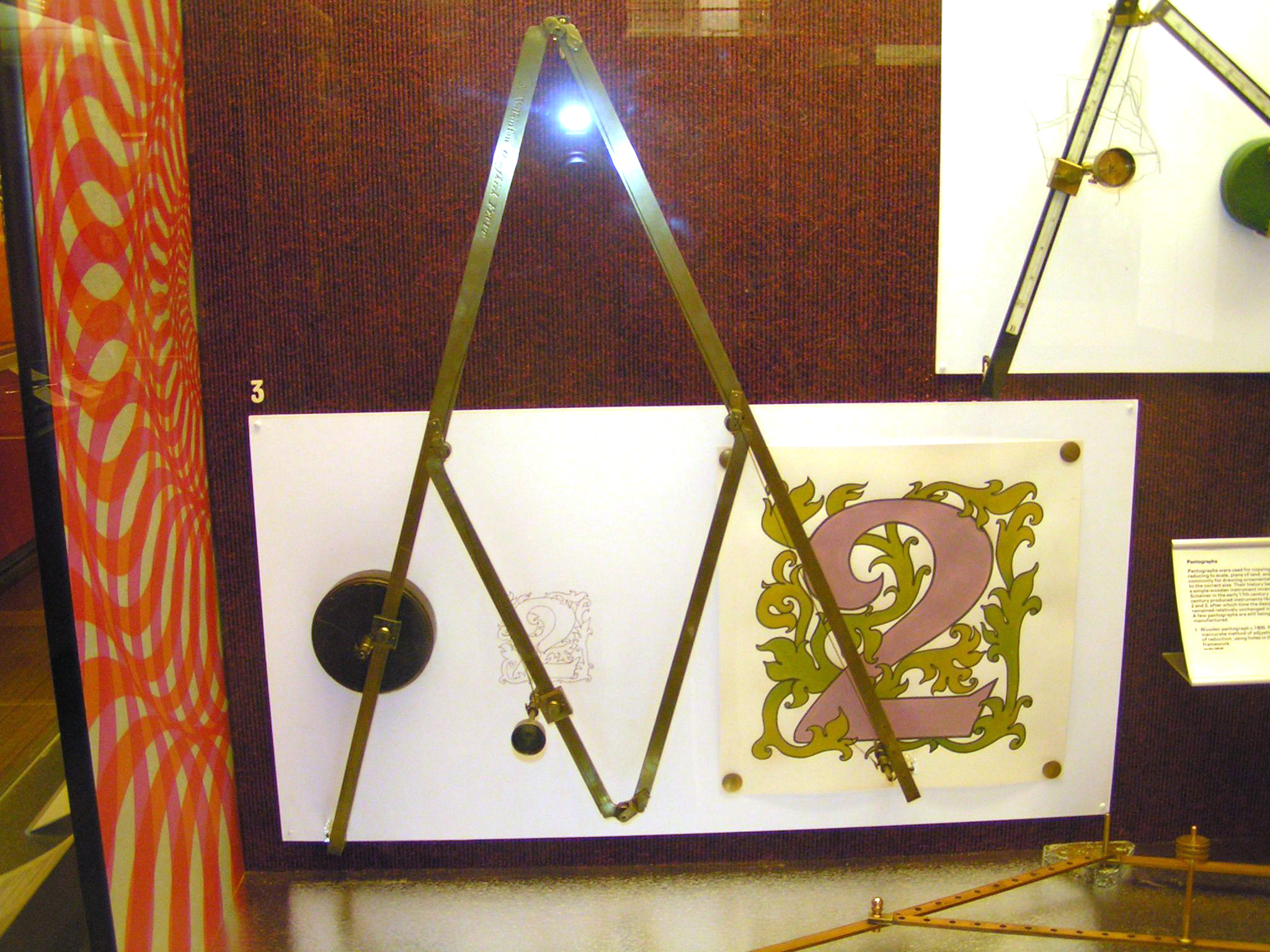
Antiguo pantógrafo de dibujo.

La pantografía es un sistema de dibujo, de grabación o de corte, que utiliza un pantógrafo y permite copiar, grabar, cortar o modelar, en distintas escalas, un diseño artístico o dibujo técnico de un plano. 

## Dibujo técnico
La Pantografía es una técnica de delineación que permite al delineante, utilizando un pantógrafo, reproducir un dibujo o plano con alta precisión y a una escala deseada, siempre condicionada por las dimensiones del pantógrafo utilizado. Su aplicación está vinculada a todos los sectores industriales y artísticos en los que sea necesario ampliar o reducir con precisión cualquier dibujo lineal, sea un plano o un trazado artístico. 
Desde el nacimiento de la Xerografía, la reproducción de planos a escala fue sustituida por las fotocopiadoras y posteriormente por las impresoras infográficas (infografía) de papel continuo. Actualmente, los pantógrafos manuales, han sido sustituidos por programas informáticos en diferentes aplicaciones de diseño y por pantógrafos infográficos que permiten reproducir trazados a escala, con gran precisión, sin que sea necesaria la intervención repetitiva de un delineante.

## Pantógrafos infográficos impresores
Pueden ser trazadores sobre cilindros, que soportan papel continuo y que una cabeza impresora, que imprime en chorro de tinta el documento contenido en el disco del ordenador con el que se controla el equipo impresor.

## Pantógrafos infográficos de corte
Hay pantógrafos infográficos con los que se trabaja sobre una superficie plana, habitualmente utilizada para cortar tanto rotulaciones de cartelería y señalización, como para el trazado de corte de tejidos, para prendas de vestir, plásticos, envases, sustituyendo a troqueladoras, con cortes realizados con cuchillas de acero, diamante o rayo láser.

## Pantógrafos 3D
También existen pantógrafos 3D, nacidos del desarrollo informático con los que, los objetos dibujados en el plano, se pueden reproducir en volumen; aunque estos nuevos instrumentos podrían ser también considerados como un "torno" con mayor capacidad de reproducción, con el que se puede reproducir, por ejemplo, una cabeza humana, a escala, tomando la información de una base de datos digital procedente de un análisis métrico realizado con un equipo explorador infográfico (escáner) y sustituyendo el trabajo de un escultor. Esta técnica se utiliza frecuentemente para el modelado de objetos o piezas; la realización de maquetas de automóviles, diseños arquitectónicos, objetos publicitarios personalizados, etc.

## Sistemas de grabación
Está compuesto por un troquel con una punta cortante, que suele ser de diamante, guiada por un pantógrafo, proceso que se va efectuando letra a letra o motivo a motivo. En el sector publicitario se utiliza para marcar artículos resistentes que puedan soportar la acción cortante de este sistema, como son los metales. El resultado de la pantografía es una impresión que no tiene color definido, sino que depende de la segunda capa del material grabado.
Actualmente, la pantografía es un sistema de grabación de alta precisión y que está computarizada. Se realiza mediante plotters controlados por ordenador. El cabezal móvil utiliza una punta de diamante o una fresa, para trazar las líneas del dibujo erosionando la superficie del metal.
La pantografía es una forma de impresión costosa muy adecuada para series pequeñas, tales como bandejas para celebraciones, trofeos, medallas. Sin embargo ofrece grabaciones elegantes, imborrables y brillantes.